# Vladimirovac, Alibunar
Vladimirovac (izvirno srbsko Владимировац) je naselje v Srbiji, ki upravno spada pod Občino Alibunar; slednja pa je del Južnobanatskega upravnega okraja.

## Demografija
V naselju živi 3188 polnoletnih prebivalcev, pri čemer je njihova povprečna starost 39,5 let (38,2 pri moških in 40,8 pri ženskah). Naselje ima 1295 gospodinjstev, pri čemer je povprečno število članov na gospodinjstvo 3,17.
V času zadnjih štirih popisov je opazen padec v številu prebivalcev.
|  |

| Demografija | Demografija     | Demografija     |
| Leto        | Št. prebivalcev | Št. prebivalcev |
| ----------- | --------------- | --------------- |
|             |                 |                 |
|             |                 |                 |
|             |                 |                 |
|             |                 |                 |
| 1948        | 5261            |                 |
| 1953        | 5294            |                 |
| 1961        | 5519            |                 |
| 1971        | 5335            |                 |
| 1981        | 5106            |                 |
| 1991        | 4539            | 4292            |
| 2002        | 4528            | 4111            |
|             |                 |                 |

| Etnična sestava po popisu iz leta 2002 | Etnična sestava po popisu iz leta 2002 | Etnična sestava po popisu iz leta 2002 | Etnična sestava po popisu iz leta 2002 | Etnična sestava po popisu iz leta 2002 |
| -------------------------------------- | -------------------------------------- | -------------------------------------- | -------------------------------------- | -------------------------------------- |
| Srbi                                   | Srbi                                   |                                        | 2.259                                  | 54,95%                                 |
| Romuni                                 | Romuni                                 |                                        | 1.424                                  | 34,63%                                 |
| Romi                                   | Romi                                   |                                        | 110                                    | 2,67%                                  |
| Madžari                                | Madžari                                |                                        | 22                                     | 0,53%                                  |
| Makedonci                              | Makedonci                              |                                        | 17                                     | 0,41%                                  |
| Jugoslovani                            | Jugoslovani                            |                                        | 15                                     | 0,36%                                  |
| Hrvati                                 | Hrvati                                 |                                        | 14                                     | 0,34%                                  |
| Slovaki                                | Slovaki                                |                                        | 14                                     | 0,34%                                  |
| Črnogorci                              | Črnogorci                              |                                        | 11                                     | 0,26%                                  |
| Slovenci                               | Slovenci                               |                                        | 6                                      | 0,14%                                  |
| Vlahi                                  | Vlahi                                  |                                        | 3                                      | 0,07%                                  |
| Nemci                                  | Nemci                                  |                                        | 2                                      | 0,04%                                  |
| Bolgari                                | Bolgari                                |                                        | 2                                      | 0,04%                                  |
| Čehi                                   | Čehi                                   |                                        | 1                                      | 0,02%                                  |
| Muslimani                              | Muslimani                              |                                        | 1                                      | 0,02%                                  |
| Albanci                                | Albanci                                |                                        | 1                                      | 0,02%                                  |
| Neznano                                | Neznano                                |                                        | 153                                    | 3,72%                                  |